# Wyjątki i ograniczenia praw autorskich

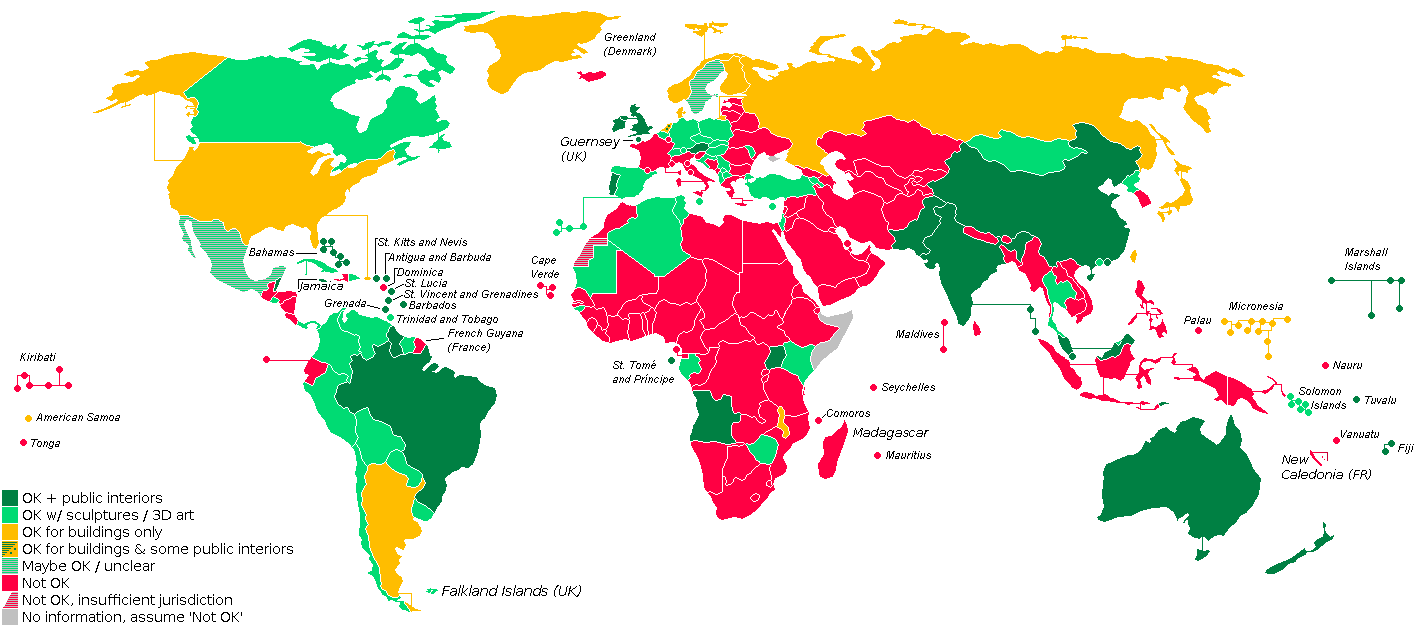
Przykład zróżnicowania analogicznych przepisów dotyczących wyjątku (ograniczenia) prawa autorskiego; tu: tzw. wolność panoramy

Wyjątki i ograniczenia praw autorskich (ang. exceptions and limitations to copyright) – przepisy prawa autorskiego, na podstawie których określone podmioty mogą korzystać z cudzych utworów w określony sposób bez zgody podmiotu praw autorskich.
Prawo autorskie nie daje absolutnej ochrony. Nie chroni pomysłów i idei, nie zapobiega przed równoczesnym niezależnym stworzeniem identycznych utworów. Podobnym czynnikiem, który ma wpływ na zakres ochrony, są wyjątki i ograniczenia . Jednak nie osłabiają one ochrony, a jedynie dostosowują jej zakres do szczególnych sytuacji. Dzięki tym przepisom użytkownicy mogą korzystać z chronionych utworów, do których nie wygasły autorskie prawa majątkowe, w interesie własnym lub publicznym.
Wyjątki i ograniczenia praw autorskich są „klasyczną instytucją prawa autorskiego”. Do przepisów najczęściej spotykanych w krajowych ustawach o prawie autorskim należą: zezwolenie na kopiowanie utworów na potrzeby badań i prywatnej nauki, prawo cytatu, zezwolenie na korzystanie z utworów do tworzenia parodii i do celów dydaktycznych . W praktyce najczęściej chodzi o zwielokrotnianie kopii utworów i rozpowszechnianie ich bez zgody twórcy i bez zapłaty wynagrodzenia.
Podobne normy istnieją w każdej dziedzinie prawa własności intelektualnej, jednak wyjątki i ograniczenia w prawie autorskim są stosunkowo najbardziej zróżnicowane i najlepiej uwidaczniają różnice między common law a systemem prawa kontynentalnego.

## Relacja wyjątków i ograniczeń do praw autorskich

### Systematyka
Ze względu na zróżnicowanie techniki legislacyjnej i koncepcji dokonuje się systematyzacji szeroko pojętych ograniczeń autorskich praw majątkowych. Chodzi tu szeroko o każdą ingerencję ustawodawcy w te prawa. Podział ustalony przez naukę niemiecką (według intensywności ingerencji) został przyjęty także w innych krajach europejskich. Zgodnie z nim wyróżnia się:
- pozbawienie praw majątkowych – ze względu na upływ czasu autorskie prawa majątkowe wygasają i z utworów można korzystać bez zgody twórcy i wynagrodzenia, w dowolnym zakresie. Do takich utworów obowiązują jedynie prawa osobiste twórców;
- w okresie trwania praw majątkowych:
  - zezwolenie na korzystanie bez zgody twórcy i wynagrodzenia – takie przepisy niemiecka nauka nazywa wyjątkami;
  - zezwolenie na korzystanie bez zgody twórcy, jednak za wynagrodzeniem – które określa się jako licencje ustawowe (lub ograniczenia[1] );
  - zobowiązanie twórcy do wyrażenia zgody (zawarcia umowy) – licencje przymusowe;
  - pośredniczenie organizacji zbiorowego zarządzania w wykonywaniu praw autorskich[7].

### Pojęcia: „wyjątek”, „ograniczenie”

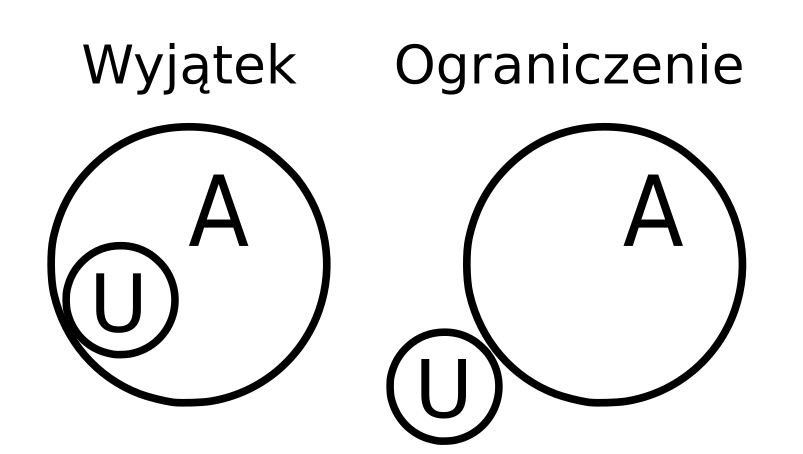
Schemat ilustrujący różnicę między koncepcjami wyjątku i ograniczenia prawa autorskiego (A) na rzecz użytkownika (U)

Najczęściej przyjmuje się, że „wyjątek” (exception) istnieje wtedy, gdy dozwolone korzystanie przez użytkowników wchodzi w zakres praw przysługujących autorowi (i tylko wyjątkowo zostaje przyznane użytkownikom). Według tej interpretacji „ograniczenie” (limitation) istnieje wtedy, gdy korzystanie przez użytkowników jest osobnym uprawnieniem, niezależnym od praw autora . Aby zilustrować problem, Christophe Geiger porównał relację wyjątek – prawa autorskie do „wysp wolności w oceanie wyłączności”, a relację ograniczenie – prawo autorskie do „wyspy wyłączności w oceanie wolności”.
Nie jest to jednak jedyna interpretacja pojęć wyjątku i ograniczenia. Porozumienie w sprawie Handlowych Aspektów Praw Własności Intelektualnej (TRIPS) zawiera niejednolite sformułowania typu „wyjątki i (lub) ograniczenia”, „ograniczone wyjątki”, „ograniczone wyłączenia”, a w dyrektywie 2001/29/WE rozdział 2 nosi tytuł „Prawa i wyjątki”, co mogłoby oznaczać, że ograniczenia są rodzajem wyjątków.

## Historia
Do czasu, gdy pojawiło się prawo autorskie, trwał stan „generalnego swobodnego użytku” – zarówno na poziomie prawnym, jak i obyczajowym. Prawo autorskie ograniczyło ten „generalny swobodny użytek”.
Największe osiągnięcia literatury starożytnych Indii są anonimowe. Na starożytnym Dalekim Wschodzie „nie liczyło się to, co kto powiedział, ale co zostało powiedziane” . W prawie starożytnego Rzymu istniała tylko własność rzeczy, w których dzieła były utrwalone. Nie było potrzeby wprowadzenia norm prawnych umożliwiających czerpanie korzyści z eksploatacji dzieła, ponieważ był rozwinięty patronat, system wspierania twórców przez zamożnych obywateli. Z kolei w średniowieczu nie było ogólnego pojęcia twórcy. Fakt opublikowania dzieła liczył się bardziej niż to, kto jest jego twórcą, a zniekształcanie dzieł było większym problemem niż kopiowanie. Na przykład Johannes Tauler, ucząc malowania, wprost zalecał dokładne kopiowanie wybranego obrazu.
Gdy w późnym średniowieczu pojawił się wynalazek czcionki drukarskiej, koszty zwielokrotniania dzieł spadły i pojawiły się przedsiębiorstwa wydawnicze. Od końca XV w. do XVIII w. władcy udzielali drukarzom przywileje na wydruki oraz wydawali akty ograniczające swobodę korzystania z dzieł przez innych drukarzy. Piractwo nie dotyczyło użytkowników, lecz jedynie drukarzy i sprzedawców, którzy bez zezwolenia drukowali i sprzedawali teksty. Prawo nie regulowało tego, jak użytkownicy korzystali z opublikowanego tekstu .
Koniec XVIII w. i początek XIX w. to okres rozkwitu idei praw twórców. Wydano pierwsze ustawy o prawie autorskim. Ochronę interesów autorów oparto na konstrukcjach prawa rzeczowego (literary propriety, proprieté intellectuelle, littéraire et artistique). W sytuacji, w której autorzy dysponowali prawami wyłącznymi, sądownictwo zaczęło uwzględniać interes użytkowników chronionych utworów. W ten sposób wprowadzano normy składające się na istotę współczesnych wyjątków i ograniczeń. Przykładowo, w angielskich sądach pojawiło się prawo cytatu (wtedy jako fair abridgement). Analogicznie powstawały wyjątki i ograniczenia we Francji – przy okazji stosowania dekretów z 1791 i 1793 przez sądy.
Około połowy XIX w. w ustawach niemieckich istniały już przepisy statuujące wyjątki i ograniczenia. Były to m.in. zezwolenia na tworzenie chrestomatii. Na podstawie ustawy z 1870 wolno było cytować i tworzyć zbiory utworów w celach kościelnych, szkolnych i literackich.

## Prawo międzynarodowe

### Konwencja berneńska
Konwencja berneńska o ochronie dzieł literackich i artystycznych z 1886 miała ujednolicić zasady ochrony autorskoprawnej. Jej pierwotny tekst był krótki, a zakres jej regulacji – wąski. Pierwsza redakcja znała przedruk prasowy oraz prawo cytatu. W rewizjach konwencji postanowienia te były kilkukrotnie korygowane. Równolegle z poszerzaniem katalogu chronionych utworów dodawano kolejne ściśle określone postaci wyjątków. Zmieniano zakres prawa cytatu i przedruku. W 1948 dopuszczono formułowanie (w ustawach poszczególnych państw) wyjątków od wyłącznego prawa autora do kopiowania utworu.
Dopiero redakcja sztokholmska z 1967 r., ukształtowana pod presją zmian technologicznych (oraz działaniem państw rozwijających się), wprowadziła w art. 9 ust. 2 pewien wyłom od autorskiego monopolu decydowania o zwielokrotnianiu utworu – w postaci tzw. testu trójstopniowego. Już niedługo po przyjęciu redakcji sztokholmskiej zauważono, że trójstopniowy test daje możliwość wprowadzenia jedynie „niuansów” w ustawach krajowych.

### Inne akty prawa międzynarodowego
W 1994 przyjęto Porozumienie w sprawie Handlowych Aspektów Praw Własności Intelektualnej (TRIPS). Miało ono za zadanie m.in. zmniejszyć różnice między systemem anglosaskim a kontynentalnym. W art. 13 wprowadzono jednolity standard wyjątków i ograniczeń praw autorskich – test trójstopniowy. Ponadto interesy użytkowników chroni art. 8 ust. 2 TRIPS, który zezwala na stosowanie środków zapobiegających nadużyciu praw własności intelektualnej. Jest to określenie maksimum ochrony, które ma kontekst nie autorski, a handlowy, sformułowano zawarto tam przesłanki: bezzasadnego ograniczania handlu lub szkodliwego wpływania na międzynarodowy transfer technologii.
W 1996 przyjęto dwa traktaty: o prawie autorskim (WCT) i o artystycznych wykonaniach i fonogramach (WPPT). O uwzględnienie interesów użytkowników zabiegały tradycyjnie kraje rozwijające się oraz – nowy uczestnik rynku – przemysł informatyczny. W trakcie lobbingu powoływano się na koncepcję społeczeństwa informacyjnego, zauważano też wzrost roli informacji jako przedmiotu obrotu gospodarczego. „Wyrażano przy tym obawy, iż tendencja swobodnego przepływu informacji (free flow information) zdobędzie przewagę nad ochroną praw twórców”.
WCT miał „zrewolucjonizować zasady, na których jest oparty dozwolony użytek”. Jednak z powodu kontrowersji zastosowano kompromis. WCT nie stworzył nowych rozwiązań, w szczególności nie uregulował szczegółowo form dozwolonego użytku, lecz – tak jak TRIPS – rozszerzył stosowanie trójstopniowego testu z prawa reprodukcji do wszystkich form eksploatacji utworów. Tak jak w TRIPS, uznano cyfrową eksploatację za podlegającą autorskim prawom wyłącznym z art. 9 ust. 1 konwencji berneńskiej. Dodatkowo umawiające się strony przyjęły na siebie obowiązek wprowadzenia „odpowiednich środków prawnych” chroniących techniczne zabezpieczenia nałożone przez podmioty uprawnione, ograniczające nieautoryzowany dostęp i cyfrowe kopiowanie, wprowadzające kontrolę cyfrowej eksploatacji utworów itp. Wiążą się z tym wątpliwości, jaki jest stosunek omawianych zabezpieczeń do wyjątków i ograniczeń.
Także WPPT został zharmonizowany z postanowieniami konwencji berneńskiej i TRIPS. Wprowadzono test trójstopniowy i dopuszczono możliwość poszerzenia ograniczeń i wyjątków od ochrony pod warunkiem zachowania ich zgodności z postanowieniami konwencji berneńskiej.

## Prawo Unii Europejskiej
Część dyrektyw regulujących prawo autorskie nie zawiera przepisów dotyczących wyjątków i ograniczeń praw autorskich. Inne regulują jego szczegółową postać w kontekście danego rodzaju utworów lub danego sposobu korzystania z utworów (dyrektywa 96/9/WE o prawnej ochronie baz danych, dyrektywa 98/71/WE o ochronie prawnej wzorów, dyrektywa 2006/115/WE dotycząca prawa najmu i użyczania). Dyrektywa 2001/29/WE o harmonizacji niektórych aspektów prawa autorskiego i praw pokrewnych w społeczeństwie informacyjnym kompleksowo reguluje wyjątki i ograniczenia.
Adresatem norm ostatniej z wymienionych dyrektyw jest zbiorowość posługująca się na co dzień infrastrukturą komputerową. Akt ten miał za zadanie uregulować wyjątki i ograniczenia nie tylko w ramach eksploatacji cyfrowej. Jego rolą było dostosowanie prawa wspólnotowego do norm traktatów WIPO, czyli, w kontekście wyjątków i ograniczeń, do testu trójstopniowego. Dyrektywa ta ostatecznie ustanowiła ponad 20 przypadków, w których państwa mogą wprowadzić normy ograniczające autorskie prawa wyłączne. Mimo że katalog ten jest wyczerpujący, państwa członkowskie nie są zobowiązane uwzględniać wszystkich wymienionych przypadków ograniczeń, a zatem dyrektywa 2001/29/WE niedostatecznie spełnia założoną rolę. Zamknięty katalog precyzyjnie określonych ograniczeń został uznany za tymczasowe rozwiązanie.
| Przepis dyrektywy 2001/29/WE | Austria | Belgia | Bułgaria | Chorwacja | Cypr | Czechy | Dania | Estonia | Finlandia | Francja | Grecja | Hiszpania | Holandia | Irlandia | Litwa | Luksemburg | Łotwa | Malta | Niemcy | Polska | Portugalia | Rumunia | Słowacja | Słowenia | Szwecja | Węgry | Wielka Brytania | Włochy |
| --- | ------- | ------ | -------- | --------- | ---- | ------ | ----- | ------- | --------- | ------- | ------ | --------- | -------- | -------- | ----- | ---------- | ----- | ----- | ------ | ------ | ---------- | ------- | -------- | -------- | ------- | ----- | --------------- | ------ |
| 5.1 Tymczasowe zwielokrotnianie | T       | T      | ?        | ?         | T    | T      | T     | T       | T         | T       | T      | T         | T        | T        | T     | T          | T     | T     | T      | T      | T          | ?       | T        | T        | T       | T     | T               | T      |
| 5.2 a) Fotokopie papierowe | T       | T      | T        | T         | T    | T      | T     | T       | T         | T       | T      | T         | T        | ~        | T     | N          | N     | T     | T      | T      | T          | T       | T        | T        | T       | T     | N               | T      |
| 5.2 b) Prywatne kopiowanie | T       | T      | T        | T         | T    | T      | T     | T       | T         | T       | T      | T         | T        | ~        | T     | T          | T     | T     | T      | T      | T          | T       | T        | T        | T       | T     | N               | T      |
| 5.2 c) Zwielokrotnianie przez biblioteki, muzea i archiwa | T       | T      | T        | T         | T    | T      | T     | T       | T         | T       | T      | T         | ~        | T        | T     | T          | T     | T     | T      | T      | T          | T       | T        | T        | T       | T     | T               | T      |
| 5.2 d) Zwielokrotnianie efemeryczne | N       | T      | T        | T         | T    | N      | T     | T       | T         | T       | N      | ~         | T        | T        | T     | T          | T     | T     | T      | T      | T          | T       | T        | ~        | T       | T     | T               | T      |
| 5.2 e) Zwielokrotnianie programów przez instytucje społeczne | N       | N      | N        | N         | T    | T      | ~     | N       | T         | N       | N      | N         | N        | N        | N     | N          | T     | T     | T      | N      | T          | T       | N        | N        | N       | N     | T               | T      |
| 5.3 a) Korzystanie w celu zilustrowania w ramach nauczania lub badań naukowych | T       | T      | T        | T         | T    | T      | T     | T       | T         | T       | ~      | T         | T        | T        | T     | T          | T     | T     | T      | ~      | T          | T       | T        | T        | T       | T     | T               | T      |
| 5.3 b) Korzystanie dla dobra osób niepełnosprawnych | T       | T      | T        | T         | T    | T      | T     | T       | T         | T       | T      | T         | T        | T        | T     | T          | T     | T     | T      | T      | T          | T       | T        | T        | T       | T     | T               | T      |
| 5.3 c) Korzystanie przez prasę z aktualnych artykułów | T       | T      | T        | T         | T    | T      | T     | T       | T         | T       | T      | T         | T        | T        | T     | T          | T     | T     | T      | ~      | T          | T       | T        | ~        | T       | T     | T               | T      |
| 5.3 d) Cytowanie do celów takich jak słowa krytyki lub recenzji | T       | T      | T        | T         | T    | T      | T     | T       | T         | T       | T      | ~         | T        | T        | T     | T          | T     | T     | T      | ~      | T          | T       | T        | N        | T       | T     | T               | T      |
| 5.3 e) Korzystanie do celów bezpieczeństwa publicznego | T       | T      | T        | N         | T    | T      | T     | T       | T         | T       | T      | T         | T        | ~        | T     | T          | T     | T     | T      | T      | T          | T       | T        | T        | T       | T     | T               | T      |
| 5.3 f) Korzystanie z publicznych przemówień i wykładów | T       | T      | T        | ~         | T    | T      | T     | T       | T         | T       | T      | T         | T        | T        | T     | T          | T     | T     | T      | T      | T          | T       | T        | T        | T       | T     | T               | T      |
| 5.3 g) Korzystanie podczas ceremonii religijnych lub oficjalnych imprez | T       | N      | T        | T         | N    | T      | T     | N       | T         | N       | T      | T         | ~        | N        | T     | N          | T     | T     | T      | T      | T          | T       | T        | N        | T       | T     | T               | N      |
| 5.3 h) Korzystanie z utworów umieszczonych w miejscach publicznych | T       | T      | T        | T         | T    | T      | T     | T       | T         | ~       | T      | T         | ~        | T        | T     | T          | T     | T     | T      | T      | T          | T       | T        | T        | T       | T     | T               | N      |
| 5.3 i) Niezamierzone włączenie utworu | T       | N      | N        | N         | T    | T      | T     | N       | T         | N       | ?      | T         | ~        | T        | T     | N          | N     | T     | T      | T      | T          | N       | T        | N        | T       | N     | T               | N      |
| 5.3 j) Korzystanie w celach reklamowych dotyczących wystaw publicznych | T       | T      | N        | T         | N    | T      | T     | T       | T         | T       | T      | N         | T        | T        | T     | N          | N     | T     | T      | T      | T          | T       | T        | T        | T       | T     | ~               | N      |
| 5.3 k) Korzystanie do celów karykatury, parodii lub pastiszu | ~       | T      | N        | T         | T    | T      | T     | T       | T         | T       | N      | T         | ~        | ~        | T     | T          | T     | T     | T      | T      | N          | T       | T        | T        | T       | N     | T               | T      |
| 5.3 l) Korzystanie w związku z prezentacją lub naprawą sprzętu | T       | N      | N        | N         | N    | T      | T     | N       | ~         | N       | N      | N         | N        | N        | T     | N          | N     | T     | N      | T      | T          | T       | T        | N        | N       | N     | N               | N      |
| 5.3 m) Korzystanie w celu odbudowy budynku | N       | N      | T        | N         | ?    | T      | N     | N       | ~         | N       | N      | N         | N        | T        | T     | N          | N     | T     | T      | T      | T          | N       | T        | T        | ~       | N     | T               | N      |
| 5.3 n) Korzystanie w celu badań i prywatnych studiów | T       | T      | T        | N         | T    | T      | ~     | T       | ~         | T       | N      | T         | T        | N        | T     | T          | T     | T     | T      | T      | T          | N       | T        | N        | N       | T     | T               | T      |
| 5.3 o) Korzystanie w innych przypadkach o mniejszym znaczeniu | N       | T      | T        | N         | N    | T      | N     | N       | N         | T       | T      | ?         | T        | T        | N     | N          | N     | T     | T      | T      | T          | T       | T        | N        | T       | T     | T               | N      |
| Legenda: – wyjątek/ograniczenie zaimplementowane w państwie członkowskim w pełnym zakresie, ~ – zaimplementowane częściowo, – niezaimplementowane, ? – brak danych (stan na 2016, źródło). |         |        |          |           |      |        |       |         |           |         |        |           |          |          |       |            |       |       |        |        |            |         |          |          |         |       |                 |        |

## Rozwiązania w poszczególnych państwach
Technika regulacji oraz zakres wyjątków i ograniczeń są różne w zależności od jurysdykcji. W niektórych z tych państw, w których obowiązuje system copyright (państwa anglosaskie oraz wzorujące się na nich), przyjęto ogólne rozwiązania: fair dealing albo fair use. Fair use nie określa ściśle dozwolonych sposobów korzystania, dlatego to i podobne rozwiązania nazywa się „otwartym” systemem wyjątków i ograniczeń . Jego zaletą jest elastyczność prawa.
Z kolei w państwach, w których przyjęto system droit d’auteur (głównie państwa Europy kontynentalnej oraz wzorujące się na nich), obowiązuje wiele szczegółowych przepisów, które interpretuje się restrykcyjnie. Korzystanie z utworu, które nie odpowiada jednemu z takich przepisów, nie jest dozwolone. To rozwiązanie nazywa się „zamkniętym” systemem wyjątków i ograniczeń . Jego zaletą jest pewność prawa.
Niektóre systemy prawne bardziej chronią podmiot praw autorskich, inne bardziej uwzględniają potrzeby społeczne (interesy użytkowników). Tradycyjnie regulacje systemu droit d’auteur wynikają z nastawienia indywidualistycznego, a fair use wynika z podejścia utylitarnego, uniwersalistycznego. Jednak i w ramach systemu droit d’auteur istnieją różne modele. W systemach prawnych Francji i państw Europy południowej istnieje mniej ograniczeń praw autorskich, a więcej w Niemczech i państwach Europy północnej, szczególnie w Skandynawii.
Ustawa austriacka zawiera określenie „ograniczenia prawa korzystania” (Beschränkungen der Ververtungsrechte). Ustawa francuska nie podaje wspólnej nazwy dla tych przepisów.  Ustawa niemiecka posługuje się pojęciami „użytek prywatny” i „inny użytek własny”, które uznaje się za „ograniczenia” (Schranken) prawa autorskiego. W Polsce przepisy ustanawiające wyjątki i ograniczenia zostały umieszczone w dziale 3 rozdziale 3 ustawy o prawie autorskim i prawach pokrewnych, zatytułowanym „dozwolony użytek”. Nazwy typu „prawo panoramy”, „prawo przedruku”, „prawo cytatu” są potoczne i nie dają praw porównywalnych do praw autorskich .
Poszczególne przepisy ustanawiające wyjątki i ograniczenia są różnie klasyfikowane. W dyrektywie 2001/29/WE zastosowano podział według ograniczenia wyłącznie prawa zwielokrotniania utworu oraz prawa zwielokrotniania i publicznego rozpowszechniania utworu. Innym sposobem jest podział według dziedzin twórczości, który zastosowano w ustawie austriackiej oraz w polskich ustawach z 1926 i 1952. Jeszcze innym kryterium jest cel ustanowienia wyjątku lub ograniczenia. To rozwiązanie zastosowano w Niemczech.

## Zmiany prawa autorskiego a wyjątki i ograniczenia
XX-wieczny postęp techniczny miał duży wpływ na zmiany prawa autorskiego. W 1980 Eugen Ulmer napisał, że „przepisy [o wyjątkach i ograniczeniach] można by potraktować co najwyżej jako odbicie kolejnego etapu na drodze ich dostosowywania do aktualnych potrzeb”.
Obserwuje się poszerzanie ochrony utworów. Poszerza się też katalog postaci dozwolonego użytku publicznego. Są także argumenty za zawężaniem wyjątków i ograniczeń albo likwidacją dozwolonego użytku prywatnego. Przykładem jest koncepcja utraconej sprzedaży przedstawiająca ścisły związek między masową skalą kopiowania utworów a uszczerbkiem majątku podmiotów praw autorskich.
Istnieją koncepcje „prawa informacyjnego”, „prawa czytelników”, uzasadniane brakiem równowagi między ustawowym uwzględnianiem interesów uczestników stosunku prawnego (obrotu, kultury). Zaproponowano ograniczenie treści prawa autorskiego do wykorzystania komercyjnego, co stawiałoby użytek niekomercyjny „na zewnątrz” prawa autorskiego.